# Marius (cratera)
Marius é uma cratera de impacto lunar, situada no lado visível da Lua. Ela fica localizada no Oceanus Procellarum na parte Oeste da Lua.